# Pornogrind
El pornogrind (a veces llamado pornogore o groovy goregrind) es un subgénero del grindcore, cuyas bases se encuentran en el goregrind. Se diferencia de otros subgéneros por su énfasis temático en parafilias o conductas sexuales atípicas o consideradas desviadas. 

## Historia
Este género musical tuvo su origen a finales de la década de 1980, impulsado principalmente por la banda Meat Shits y Gut. Su propuesta musical se destacó al incorporar voces guturales con una distorsión más pronunciada que otros géneros de metal extremo. Un recurso musical recurrente en el pornogrind es el pig squeal  o "chillido de cerdo" rastreable hasta sus claras influencias del brutal death metal. 
En cuanto su temática, las letras se caracterizan por abordar contenidos de naturaleza sexual,  fuente de inspiración que también se refleja en las portadas de numerosos álbumes que suelen exhibir imágenes pornográficas de carácter impactante, violento o repulsivo
Su temática se sumerge en un imaginería habitualmente inspirada en el horror y el gore en conjunción con la pornografía. Ejemplos paradigmáticos de este género se encuentran en álbumes como Effortless Regurgitation of Bright Red Blood (1994) de Regurgitate y A Chapter of Accidents (1995) de la banda polaca Dead Infection. La banda británica Carcass sentó algunos preceptos estilísticos del género en su álbum Reek of Putrefaction (1988). 
El pornogrind, una variante del goregrind, se distingue principalmente por el enfoque de sus letras, su estética visual y su puesta en escena. Estos aspectos encuentran su base en una exploración extensa de la conducta sexual desviada y prácticas eróticas consideradas tabú o minoritarias. Desde la exaltación hasta un enfoque irónico y humorístico de parafilias, infecciones de transmisión sexual y episodios sexuales surrealistas, este género abarca un espectro que generalmente se percibe como desagradable. Bandas representativas de esta tendencia incluyen a la ya mencioanda Regurgitate, Cock and Ball Torture, G.U.T., Torsofuck, C.A.R.N.E., Rompeprop, Lord Piggy y Fecalized Rectal Sperm Spewage (F.R.S.S.). 

## Características
El pornogrind difiere del goregrind por el uso de teclados, la distorsión de las vocales y por el contenido de las letras, las cuales se basan en el sexo, el sadomasoquismo la coprofilia, la necrofilia y diversas perversiones y parafilias. La musicalización es simple, pero brutal y caótica, suele emplear fragmentes de películas con diálogos con contenido violento o sexual explícito. Las portadas de los álbumes contienen imágenes sexuales repulsivas y grotescas en la gran mayoría de las ocasiones. 
La temática de las letras, las cuales se basan en sexo, violaciones, parafilias, bestialismo, y distintas perversiones –degeneraciones del comportamiento sexual– que regresan al humano a su estilo más carnal y menos evolucionado en cuanto al tema de la copulación. Pero el pornogrind no solo se caracteriza por eso, además se caracteriza por su típica exaltación y exponencial en su típica voz de cerdo.
Este género es reconocido por sus riffs realmente infernales y sobre todo por las portadas de sus discos que contienen alto contenido de pornografía, sangre, tripas y lenguaje altisonante.
El pornogrind ha sido descrito por Zero Tolerance como «el género más perverso de todos, a menudo añade ritmos indecentes con letras directamente sacadas del inodoro». Este subgénero es de los menos conocidos dentro de los fanes del grindcore, ya sea por su contenido o simplemente por no haber una cantidad abierta de bandas que den a conocer su contenido.

## Bandas destacadas
- GUT
- Cock and Ball Torture
- Torsofuck
- Carnal Diafragma
- Gutalax